# رولینگ هیلز، شهرستان مادرا، کالیفرنیا
رولینگ هیلز (به انگلیسی: Rolling Hills) یک منطقهٔ مسکونی در ایالات متحده آمریکا است که در شهرستان مادرا، کالیفرنیا واقع شده‌است. رولینگ هیلز ۱٫۵۳۳ کیلومتر مربع مساحت و ۷۴۲ نفر جمعیت دارد و ۱۱۳ متر بالاتر از سطح دریا واقع شده‌است.